# Hot Springs, Virginia
Hot Springs är en ort i Bath County i delstaten Virginia, USA.